# Sangsa-myeon
Sangsa-myeon (koreanska: 상사면) är en socken i kommunen Suncheon i provinsen Södra Jeolla i den södra delen av Sydkorea, 295 km söder om huvudstaden Seoul.